# クロバザム
クロバザム (clobazam) はベンゾジアゼピン系の抗てんかん薬である。脳の神経をしずめて、てんかん発作が起こりにくい状態にする。基本的にクロバザムは大発作（強直間代発作など）、小発作（欠神発作）ともに有効であるが、第一選択薬に用いられることはなく、第一選択薬で効果が薄いときに同時に用いられるものである。日本ではマイスタンという商品名で販売されている。
連用により依存症、急激な量の減少により離脱症状を生じることがある。向精神薬に関する条約のスケジュールIVに指定されている。麻薬及び向精神薬取締法の第三種向精神薬である。

## 効能・効果
他の抗てんかん薬で十分な効果が認められない、てんかんの下記発作型における抗てんかん薬との併用
部分発作
単純部分発作、複雑部分発作、二次性全般化強直間代発作
全般発作
強直間代発作、強直発作、非定型欠神発作、ミオクロニー発作、脱力発作

## 副作用
- この薬は強力ではあるものの基本的に睡眠薬に近い成分が入っているため以下の副作用に注意すること。
  - 眠気、ふらつき・めまい、ぼんやり、気分がすぐれない、やる気がでない、だるい
  - 痰が増えてゼーゼーする
  - 唾液が多くなる、食欲不振、吐き気
  - 物がかすんだり二重に見える
  - 発疹、かゆみ
  - 長期連用で効き目が悪くなる
- まれに以下の副作用も起こる可能性がある。
  - 呼吸抑制

### 依存性
日本では2017年3月に「重大な副作用」の項に、連用により依存症を生じることがあるので用量と使用期間に注意し慎重に投与し、急激な量の減少によって離脱症状が生じるため徐々に減量する旨が追加され、厚生労働省よりこのことの周知徹底のため関係機関に通達がなされた。医薬品医療機器総合機構からは、必要性を考え漫然とした長期使用を避ける、用量順守と類似薬の重複の確認、また慎重に少しずつ減量する旨の医薬品適正使用のお願いが出されている。調査結果には、日本の診療ガイドライン5つ、日本の学術雑誌8誌による要旨が記載されている。

## 注意事項
アステラス製薬株式会社製品「マイスリー®（一般名：ゾルピデム酒石酸塩  ）： 催眠鎮静剤（ 入眠剤）」と大日本住友製薬株式会社製品「マイスタン®（一般 名：クロバザム）： 抗てんかん剤の取り違えが相次いで発生していることを受け、両社は2018年10月23日、医療機関に防止策の検討を依頼した。処方・調剤の際に薬効と販売名を確認し、処方オーダーシステム上で薬効名やアラートを表示させるなどの方法を例示している。